# Obritzberg-Rust
Obritzberg-Rust est une commune autrichienne du district de Sankt Pölten-Land en Basse-Autriche.